# Une vie de chien (film, 1942)
 (mars 2017).
Si vous disposez d'ouvrages ou d'articles de référence ou si vous connaissez des sites web de qualité traitant du thème abordé ici, merci de compléter l'article en donnant les références utiles à sa vérifiabilité et en les liant à la section « Notes et références ».
Pour les articles homonymes, voir Une vie de chien.
Pour plus de détails, voir Fiche technique et Distribution.
Une vie de chien (Dog Trouble) est le 5e court métrage d'animation de la série américaine Tom et Jerry réalisé par William Hanna et Joseph Barbera et sorti le 18 avril 1942.